# Randal’s Monday
Randal’s Monday — компьютерная игра в жанре чёрного комедийного приключения, разработанная испанской инди-студией Nexus Game Studio и изданная Daedalic Entertainment. Первоначальный релиз состоялся 12 ноября 2014 года для Windows.

## Игровой процесс
Randal's Monday — видеоигра в жанре point-and-click адвенчуры. В игре есть разноцветные линии диалога[что?] и акцент на юморе, как в классических играх LucasArts.

## Сюжет
Рэндэл — социопат и клептоман, попадает во временную петлю, застревая в понедельнике.

## Отзывы критиков
| Сводный рейтинг    | Сводный рейтинг |
| Агрегатор          | Оценка          |
| ------------------ | --------------- |
| GameRankings       | 55,52 %         |
| Metacritic         | 57/100          |
| Иноязычные издания |                 |
| Издание            | Оценка          |
| IGN                | 4,5/10          |

Игра получила смешанные отзывы, согласно агрегатору рецензий Metacritic.
Чак Осборн из IGN отметил что у проекта имеются «предпосылки» хорошей игры.